# Mahaut d'Albon
Mahaut d'Albon, talvolta indicata anche come Matilde (1112/1116 – 1145 circa), fu contessa consorte di Savoia, in quanto seconda moglie del conte Amedeo III di Savoia.

## Origine
Matilde, secondo il De Allobrogibus libri novem, era figlia del conte d'Albon, Ghigo III e della moglie, Regina detta Matilde (Regina nominate Maheldis), come conferma il documento n° 3067 del Regeste dauphinois, ou Répertoire chronologique et analytique des documents, tome I, fascicolo II, di ascendenze inglesi (Dominus Vuigo comes et uxor eius Regina quæ fuit de Anglia), come viene descritta dal documento n° 17 del Cartulare monasterii beatorum Petri et Pauli de Domina, forse figlia illegittima di Edgardo Atheling, ultimo discendente del Casato del Wessex, oppure di Eremburga di Mortain e del primo Conte di Sicilia, Ruggero I di Sicilia.
Ghigo III d'Albon, secondo il documento nº 2 del Cartulaires de l'église Cathédrale de Grenoble dits Cartulaires de Saint-Hugues era il figlio maschio primogenito del conte d'Albon, Ghigo II, detto il Grasso (Guigo comes, filius Guigonis Crassi) (1020 – 1087), e della moglie (filio illius Guigonis…et uxori eius Petronillæ) Petronilla di Royans, di cui non si conoscono con esattezza gli ascendenti; secondo le Europäische Stammtafeln, Vol. II, cap. 190 e Vol. XII, cap. 95A (non consultate) era Adelaide di Susa, figlia della margravia di Torino, Adelaide di Susa e del suo terzo marito, il conte di Savoia, conte d'Aosta e Moriana, Oddone di Savoia.

## Biografia
Verso il 1135, Matilde, per sviluppare un'alleanza contro i conti di Ginevra, fu data in sposa al 7º Conte di Savoia e Conte d'Aosta e Moriana, Amedeo III che, secondo lo storico Samuel Guichenon, nel suo Histoire généalogique de la royale maison de Savoie, era la figlia femmina primogenita del sesto Conte di Savoia e Conte d'Aosta e Moriana e marchese d'Italia, Umberto II, detto il Rinforzato e di Gisella o Giselda di Borgogna, figlia del Conte Guglielmo I di Borgogna, come viene indirettamente confermata dalla lettera del fratello di Gisella, il futuro, Papa Callisto II, Guido, arcivescovo di Vienne (Guido Viennensis archiepiscopus).
Amedeo III era al suo secondo matrimonio, avendo sposato, in prime nozze, Adelaide, di cui non si conoscono gli ascendenti, che nel 1134 era ancora in vita, essendo citata come moglie di Amedeo (Ipse Comes cum uxore sua Adeleida comitissa) nel documento n° CCLXIX del Regesta comitum Sabaudiae.
Amedeo da Adelaide ebbe due figlie: 
- Alice o Elisa (1120 circa - 1174), che sposò Umberto III di Beaujeu, come conferma la Chronica Albrici Monachi Trium Fontium (pater autem dicti Wichardi senior Humbertus fuit nepos ex sorore comitis Sabaudie)[17]
- Mafalda (o Matilde) (1125 - 1157), che sposò Alfonso I re di Portogallo, come ci viene confermato dal Roderici Toletani Archiepiscopi De Rebus Hispaniæ[18].

Matilde viene citata come moglie di Amedeo III nel documento n° CCLXXIII del Regesta comitum Sabaudiae, del 9 gennaio 1137, inerente ad una donazione al monastero di Ripalta, e nel documento del 30 marzo 1143, riportato nel Documenti sigilli e monete appartenenti alla storia della monarchia di Savoia, inerente ad una concessione fatta dai genitori al monastero di San Maurizio d'Agauno; questa donazione viene riportata anche nel documento n° CCLXXXVIII del Regesta comitum Sabaudiae; infine viene ancora citata, nel documenti II del Petit cartulaire de l'abbaye de Saint-Sulpice en Bugey, di data imprecisata.
Siccome dal primo matrimonio, Amedeo III non aveva avuto figli maschi, la sorella di Amedeo, Adelaide, regina di Francia, ed il marito, il re di Francia, Luigi VI detto il Grosso, avrebbero desiderato che Amedeo dichiarasse suo erede il loro secondogenito, Luigi, a discapito dei fratelli di Amedeo e degli altri suoi nipoti; Luigi VI per forzarlo ad accettare invase il Bugey, ma la nascita del figlio, Umberto nel 1136 e la morte di Luigi VI, nel 1137, risolsero il problema.re/>.
Nonostante il matrimonio di Matilde ed Amedeo, siccome i territori degli Albon e quelli dei Savoia s'intersecavano e per molti tratti il confine non era ben identificato e che certi feudi di Amedeo come Rives, Voiron e Saint-Laurent-du-Pont erano vicini a Grenoble bastò che Amedeo III esercitasse pressioni sui terreni limitrofi nel 1140, perché Ghigo IV d'Albon incominciasse le operazioni militari nel Grésivaudan. Ghigo, nel 1142 pose sotto assedio il castello di Montmélian ma venne sorpreso da un contrattacco del Savoia, rimanendo gravemente ferito nella battaglia: trasportato al castello de La Buissière, spirò tre giorni dopo tra le braccia della moglie. Amedeo ripagò questo sfortunato incidente con la Chartreuse d'Arvière, vicino a Seyssel.
Matilde morì intorno l'anno 1145, prima della partenza di Amedeo alla seconda crociata.

## Figli
Matilde e Amedeo III ebbero sette o otto figli:
- Agnese (1138 - 1172), che sposò Guglielmo I conte di Ginevra, come riporta il documento n° CCCLXXXV del Regesta comitum Sabaudiae, inerente ad una donazione della sorella Giuliana (dna Juliana abb.sa Sc.ti Andreæ quae habebat de p.prio f.ris sui Humberti comiti Sabaudiæ et de p.prio Agnetis sororis sue Gebennensis comitisse)[28]
- Umberto (1136-1188), che gli succedette come conte di Moriana e Savoia (Humbertus comes Moriennæ), come riporta lo storico normanno, priore dell'abbazia di Bec e sedicesimo abate di Mont-Saint-Michel, Roberto di Torigni[29]
- Giovanni († 1188 circa), secondo Samuel Guichenon, fu monaco al monastero di Sant'Antonio di Ranverso in Piemonte[30]
- Pietro († 1188 circa), secondo Samuel Guichenon, fu monaco al monastero di Sant'Antonio di Ranverso in Piemonte[30]
- Guglielmo († dopo il 1173), che controfirmò come fratello del conte (Willelmus frater comitis) un accordo di matrimonio, datato 1173, tra Alice, figlia primogenita di suo fratello, Umberto III e Giovanni Senzaterra, futuro re d' Inghilterra, stipulato tra Umberto III e il re d'Inghilterra, Enrico II Plantageneto, come da documento n° 31 del Peter der Zweite, Graf von Savoyen, Markgraf in Italien[31]
- Margherita († dopo il 1157), che divenne monaca a Bons, citata nel documento n° CCCXVIII del Regesta comitum Sabaudiae (Margarita soror comitis Sauoyæ)[32]
- Isabella[16]
- Giuliana († 1194), badessa di Sant'Andrea di Vienne, come ci viene confermato dal documento n° CCCLXXXV del Regesta comitum Sabaudiae (dna Juliana abb.sa Sc.ti Andreæ)[28]

### Fonti primarie
- (LA)  De Allobrogibus libri novem.
- (LA)  Cartulaire de l'abbaye de Saint-André-Le-Bas-de-Vienne1
- (LA)  Monumenta Germaniae Historica, Scriptores, tomus XXIII)
- (LA)  Petit cartulaire de l'abbaye de Saint-Sulpice en Bugey
- (LA)  Regesta comitum Sabaudiae
- (LA)  Recueil des historiens des Gaules et de la France. Tome 12
- (LA)  Peter der Zweite, Graf von Savoyen, Markgraf in Italien
- (LA)  Chronique de Robert de Torigni, abbé du Mont-Saint-Michel, Volume 2
- (LA)  Cartulare monasterii beatorum Petri et Pauli de Domina.
- (LA, FR)  Regeste dauphinois, ou Répertoire chronologique et analytique des documents, tome I, fascicolo II.
- (LA, IT)  Documenti sigilli e monete appartenenti alla storia della monarchia di Savoia
- (LA)  Cartulaires de l'église Cathédrale de Grenoble dits Cartulaires de Saint-Hugues.

### Letteratura storiografica
- (FR)  Histoire de Savoie, d'après les documents originaux,... par Victor ... Flour de Saint-Genis. Tome 1
- (FR)  Histoire généalogique de la royale maison de Savoie, justifiée par titres, ..par Guichenon, Samuel
- (EN)  The early history of the house of Savoy (1000-1233)
- (FR)  Histoire generale de Dauphiné. Par Nicolas Chorier